# Andreas Schulz (Historiker)

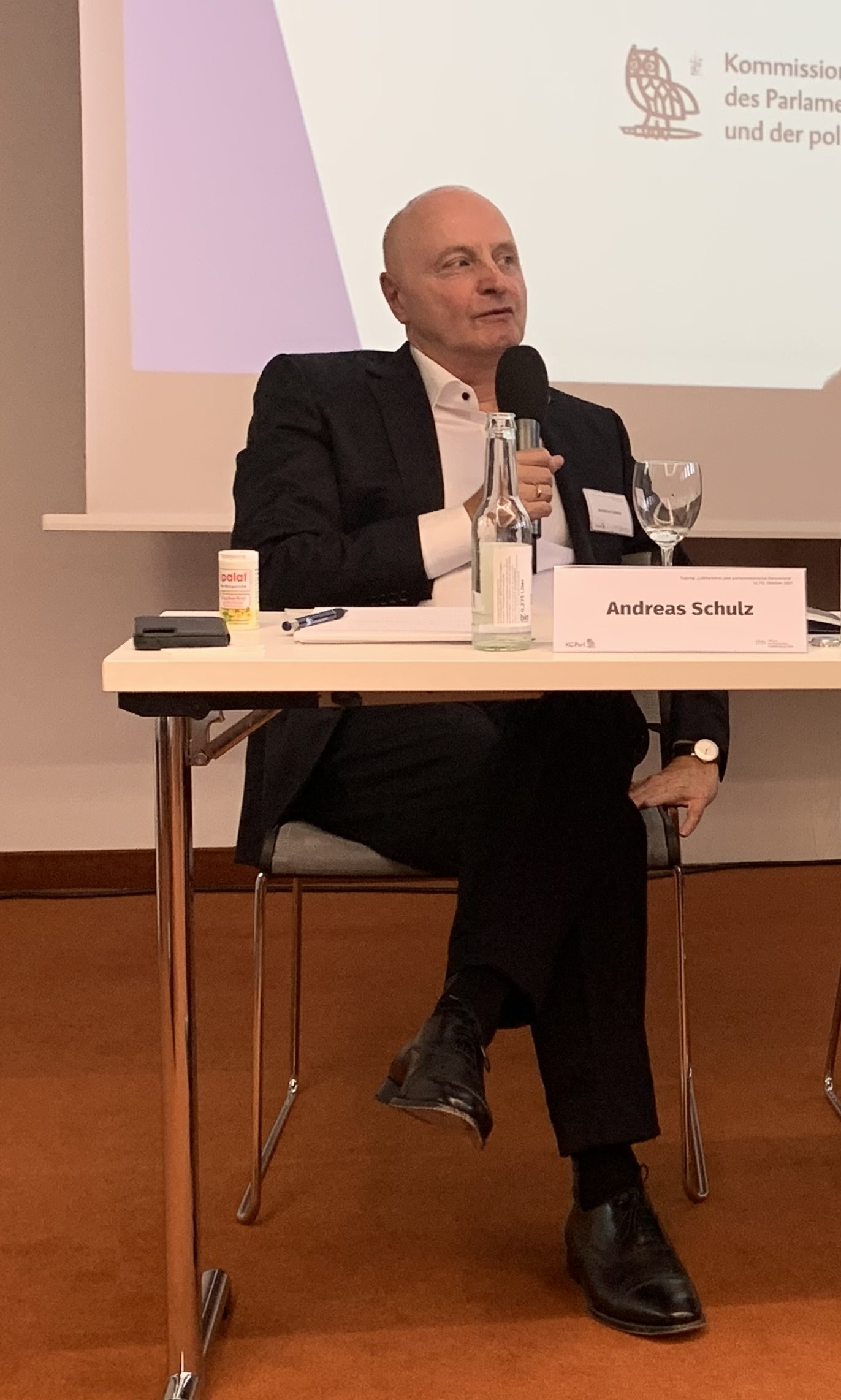
Andreas Schulz (2023)

Andreas Schulz (* 22. November 1958 in Hamburg) ist ein deutscher Historiker. Er war bis 2024 Generalsekretär der Kommission für Geschichte des Parlamentarismus und der politischen Parteien e. V. in Berlin.

## Leben und Wirken
Von 1979 bis 1986 studierte Andreas Schulz Mittlere und Neuere Geschichte, Politologie und Romanistik an der Johann-Wolfgang-Goethe-Universität Frankfurt am Main, wo er 1989/90 auch mit einer Arbeit über die Rheinbundreformen in Hessen-Darmstadt promoviert wurde und sich im Jahr 2000 mit einer Untersuchung über das Bremer Bürgertum habilitierte. 1992/93 war er Förderstipendiat am Historischen Kolleg in München. In den Jahren 1989 bis 2000 arbeitete er dort als Wissenschaftlicher Mitarbeiter. Er lehrte von 2001 bis 2007 als Hochschuldozent für Neuere Geschichte an der Goethe-Universität Frankfurt am Main. Von 2007 bis 2024 war Andreas Schulz als Nachfolger von Martin Schumacher Geschäftsführer und wissenschaftlicher Leiter der Forschungsstelle der Kommission für Geschichte des Parlamentarismus und der politischen Parteien.
Andreas Schulz ist außerplanmäßiger Professor für Neuere Geschichte an der Goethe-Universität Frankfurt am Main.

## Publikationen (Auswahl)
Monographien
- Herrschaft durch Verwaltung. Die Rheinbundreformen in Hessen–Darmstadt unter Napoleon I. (= Frankfurter historische Abhandlungen. Band 33). Steiner, Stuttgart 1991, ISBN 3-515-05925-3 (Dissertation).
- Weltbürger und Geldaristokraten. Hanseatisches Bürgertum im 19. Jahrhundert (= Schriften des Historischen Kollegs. Vorträge. Band 40). Stiftung Historisches Kolleg, München 1995 (Digitalisat).
- Vormundschaft und Protektion. Eliten und Bürger in Bremen 1750–1880 (= Stadt und Bürgertum. Band 13). Oldenbourg, München 2001, ISBN 3-486-56582-6 (Habilitationsschrift).
- Lebenswelt und Kultur des Bürgertums im 19. und 20. Jahrhundert (= Enzyklopädie Deutscher Geschichte. Band 75). Oldenbourg, München 2005, 2. Auflage 2014, ISBN 978-3-11-034581-0.

Herausgeberschaften
- mit Dieter Hein u. a.: Lothar Gall: Bürgertum, liberale Bewegung und Nation. Ausgewählte Aufsätze. Oldenbourg, München 1997.
- mit Gundula Grebner: Generationswechsel und historischer Wandel (= Historische Zeitschrift. Beiheft, N.F., Bd. 36). Oldenbourg, München 2003, ISBN 3-486-64436-X.
- mit Adéla Gjuričová, Luboš Velek, Andreas Wirsching: Lebenswelten von Abgeordneten in Europa 1860–1990. Droste, Düsseldorf 2014, ISBN 978-3-7700-5321-6.
- mit Gisela Mettele: Preußen als Kulturstaat im 19. Jahrhundert. Schöningh, Paderborn 2015, ISBN 978-3-506-78077-5.
- mit Ewald Grothe und Aubrey Pomerance: Ludwig Haas. Ein deutscher Jude und Kämpfer für die Demokratie (= Beiträge zur Geschichte des Parlamentarismus und der politischen Parteien. Band 174). Droste, Düsseldorf 2017, ISBN 978-3-7700-5335-3.
- mit Marie-Luise Recker: Parlamentarismuskritik und Antiparlamentarismus in Europa (= Beiträge zur Geschichte des Parlamentarismus und der politischen Parteien. Band 175). Droste, Düsseldorf 2018, ISBN 978-3-7700-5336-0.
- mit Tobias Kaiser: „Vorhang auf!“ – Frauen in Parlament und Politik. Droste, Düsseldorf 2022, ISBN 978-3-7700-5356-8.